# Parasyrphus insolita
Parasyrphus insolita là một loài ruồi trong họ Ruồi giả ong (Syrphidae). Loài này được Osburn mô tả khoa học đầu tiên năm 1908. Parasyrphus insolita phân bố ở miền Tân bắc